# ハナ・マンドリコワ

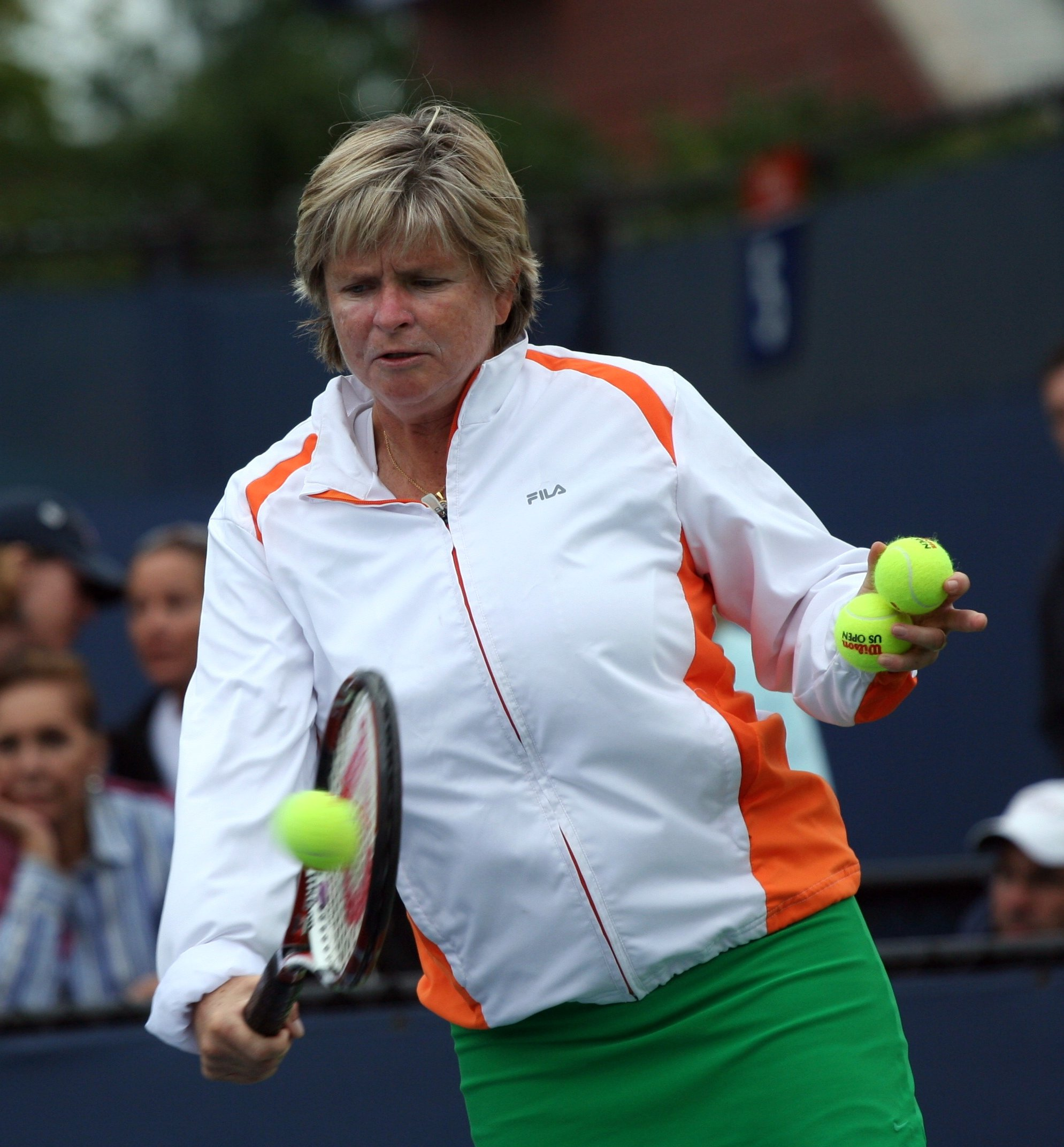
ハナ・マンドリコワ

ハナ・マンドリコワ（Hana Mandlíková, 1962年2月19日 - ）は、チェコスロバキア・プラハ出身の元女子プロテニス選手。1980年代に活躍し、4大大会女子シングルス「4勝」を挙げた名選手である。自己最高ランキングはシングルス3位、ダブルス7位。WTAツアーでシングルス27勝、ダブルス19勝を挙げた。当時の女子テニス界の2巨頭であったクリス・エバートとマルチナ・ナブラチロワの壁に挑み続けた選手の筆頭に位置している。

## 来歴
父親のウィレム・マンドリク（Vilém Mandlík）は1956年のメルボルン五輪と1960年のローマ五輪で、オリンピックの100m走競技で決勝進出の経歴を持つ陸上選手だった。父親から恵まれた運動能力を授かったマンドリコワは、故国の偉大な先輩ヤン・コデシュに憧れてテニスを始める。少女時代は、当時チェコスロバキアのナショナル・チーム監督を務めていたベラ・スコバの指導を受け、成長期から同じプラハ市出身のマルチナ・ナブラチロワを目標に掲げてきた。
1978年にプロ入りし、その年にWTAツアーで2勝を挙げる。1980年の全豪オープン決勝戦でウェンディ・ターンブル（オーストラリア）を 6-0, 7-5 で破り、4大大会初優勝を飾った。翌1981年は全仏オープンで初優勝を果たし、シルビア・ハニカ（当時西ドイツ）を 6-2, 6-4 で圧倒したが、ウィンブルドン決勝でクリス・エバート・ロイドに 2-6, 2-6 で完敗した。全米オープンは最初、1980年と1982年の2度準優勝で止まり、どちらも決勝でエバート・ロイドに敗れていた。
第7シードで出場した1984年1月のバージニア・スリムズ決勝では、当時前年の全仏オープン4回戦で敗れて以来、54連勝中のマルチナ・ナブラチロワを破った。
1985年の全米オープンで、マンドリコワは同大会3度目の決勝進出でついに初優勝を果たし、同国の先輩選手であるマルチナ・ナブラチロワを 7-6, 1-6, 7-6 で破った。本人の言葉によれば「私は12歳からマルチナのボールガール（球拾い）をやった」ほどの身近な憧れだったが、1986年のウィンブルドンでは5年ぶり2度目の決勝進出で、そのナブラチロワに 6-7, 3-6 で敗れた。1987年の全豪オープン決勝でもナブラチロワと対戦し、マンドリコワが 7-5, 7-6 で勝ち、7年ぶり2度目の全豪優勝で4大大会「4勝目」を飾った。これがマンドリコワの最後の4大大会優勝になる。この年に西ドイツのシュテフィ・グラフが世界ランキング1位に躍進し、女子テニス界は新たな世代交代期を迎えた。
1988年にマンドリコワはオーストラリア市民権を取得する。1990年のウィンブルドン2回戦敗退を最後に、28歳で現役を引退した後、チェコの後輩選手であるヤナ・ノボトナのコーチを9年間務めた。1994年に国際テニス殿堂入りを果たしている。

## 4大大会優勝
- 全豪オープン　女子シングルス：2勝（1980年・1987年）
- 全仏オープン　女子シングルス：1勝（1981年）
- 全米オープン　女子シングルス：1勝（1985年）／女子ダブルス：1勝（1989年）　［準優勝2度：1980年・1982年］

（ウィンブルドン準優勝2度：1981年・1986年）
| 年     | 大会         | 対戦相手               | 試合結果      |
| ------ | ------------ | ---------------------- | ------------- |
| 1980年 | 全豪オープン | ウェンディ・ターンブル | 6-0, 7-5      |
| 1981年 | 全仏オープン | シルビア・ハニカ       | 6-2, 6-4      |
| 1985年 | 全米オープン | マルチナ・ナブラチロワ | 7-6, 1-6, 7-6 |
| 1987年 | 全豪オープン | マルチナ・ナブラチロワ | 7-5, 7-6      |

## 私生活
1986年、レストランを営むオーストラリア人のヤン・セドラックとプラハで結婚。2年後、オーストラリアの国籍を得てから間もなくして離婚した。2001年5月に双子を出産し、女性のパートナーとともに子供を育てた。